# Équipe de Roumanie de football au Championnat d'Europe 2008
Cet article relate le parcours de l’équipe de Roumanie de football lors du championnat d'Europe de football 2008 ayant eu lieu du 7 au 29 juin 2008 en Autriche et en Suisse.

## Préparation
- Roumanie -  Monténégro : 4-0

## Effectif
Liste des 23 joueurs sélectionnés pour l'Euro 2008.
| Numéro / Nom       | Numéro / Nom       | Équipe actuelle                 | Date de naissance | J.              | Buts            |                 |                 |                 |
| Gardiens de but    | Gardiens de but    | Gardiens de but                 | Gardiens de but   | Gardiens de but | Gardiens de but | Gardiens de but | Gardiens de but | Gardiens de but |
| ------------------ | ------------------ | ------------------------------- | ----------------- | --------------- | --------------- | --------------- | --------------- | --------------- |
| 1                  | Bogdan Lobonț      | Dinamo Bucarest                 | 18.01.1978        | 0               | 0               | 0               | 0               | 0               |
| 12                 | Marius Popa        | FCU Politehnica Timișoara       | 31.07.1978        | 0               | 0               | 0               | 0               | 0               |
| 23                 | Eduard Stancioiu   | CFR Cluj                        | 03.03.1981        | 0               | 0               | 0               | 0               | 0               |
| Défenseurs         |                    |                                 |                   |                 |                 |                 |                 |                 |
| 2                  | Cosmin Contra      | Getafe CF                       | 15.12.1979        | 0               | 0               | 0               | 0               | 0               |
| 3                  | Razvan Rat         | FC Chakhtior Donetsk            | 26.05.1981        | 0               | 0               | 0               | 0               | 0               |
| 5                  | Gabriel Tamas      | AJ Auxerre                      | 09.11.1983        | 0               | 0               | 0               | 0               | 0               |
| 13                 | Christian Sapunaru | FC Rapid Bucarest               | 05.04.1984        | 0               | 0               | 0               | 0               | 0               |
| 14                 | Sorin Ghionea      | Steaua Bucarest                 | 11.05.1979        | 0               | 0               | 0               | 0               | 0               |
| 15                 | Dorin Goian        | Steaua Bucarest                 | 12.12.1980        | 0               | 0               | 0               | 0               | 0               |
| 17                 | Cosmin Moti        | Dinamo Bucarest                 | 03.12.1984        | 0               | 0               | 0               | 0               | 0               |
| 22                 | Ștefan Radu        | SS Lazio                        | 22.10.1986        | 0               | 0               | 0               | 0               | 0               |
| Milieux de Terrain |                    |                                 |                   |                 |                 |                 |                 |                 |
| 5                  | Christian Chivu    | Inter Milan                     | 26.10.1980        | 0               | 0               | 0               | 0               | 0               |
| 6                  | Mirel Radoi        | Steaua Bucarest                 | 23.03.1981        | 0               | 0               | 0               | 0               | 0               |
| 7                  | Florentin Petre    | CSKA Sofia                      | 15.01.1976        | 0               | 0               | 0               | 0               | 0               |
| 8                  | Paul Codrea        | AC Sienne                       | 04.04.1981        | 0               | 0               | 0               | 0               | 0               |
| 11                 | Razvan Cocis       | Lokomotiv Moscou                | 19.02.1983        | 0               | 0               | 0               | 0               | 0               |
| 16                 | Banel Nicolita     | Steaua Bucarest                 | 07.01.1985        | 0               | 0               | 0               | 0               | 0               |
| 19                 | Adrian Cristea     | Dinamo Bucarest                 | 30.11.1983        | 0               | 0               | 0               | 0               | 0               |
| Attaquants         |                    |                                 |                   |                 |                 |                 |                 |                 |
| 9                  | Ciprian Marica     | VfB Stuttgart                   | 02.10.1985        | 0               | 0               | 0               | 0               | 0               |
| 10                 | Adrian Mutu        | ACF Fiorentina                  | 08.01.1979        | 0               | 0               | 0               | 0               | 0               |
| 18                 | Marius Niculae     | Inverness Caledonian Thistle FC | 16.05.1981        | 0               | 0               | 0               | 0               | 0               |
| 20                 | Nicolae Dica       | Steaua Bucarest                 | 09.05.1980        | 0               | 0               | 0               | 0               | 0               |
| 21                 | Daniel Niculae     | AJ Auxerre                      | 06.10.1982        | 0               | 0               | 0               | 0               | 0               |
| Sélectionneur      |                    |                                 |                   |                 |                 |                 |                 |                 |
|                    | Victor Pițurcă     |                                 | 08.05.1956        |                 |                 |                 |                 |                 |

## Résultats

### Premier tour: groupe C
| Date         | Équipe 1 | Équipe 2 | Résultat | Buteurs                           |
| 9 juin 2008  | Roumanie | France   | 0 - 0    | Aucun                             |
| 13 juin 2008 | Roumanie | Italie   | 1 - 1    | Mutu (55e) \| Panucci (56e)       |
| 17 juin 2008 | Roumanie | Pays-Bas | 0 - 2    | Huntelaar (54e), Van Persie (87e) |

La Roumanie termine à la troisième place du groupe de la mort composé des Pays-Bas, de l'Italie (championne du monde en titre) et de la France (vice-championne du monde en titre). Les Roumains avaient entamé cet Euro en faisant match nul face aux Français et aux Italiens mais lors du dernier match face aux Néerlandais, ils s'inclinent 2-0 et ainsi ratent de peu la qualification pour les quarts de finale. La sélection de Victor Piturca quitte donc cette compétition avec un bilan de deux matchs nul, une défaite, 1 but marqué et 3 buts encaissés.